# Фінал кубка Англії з футболу 1903
Фінал кубка Англії з футболу 1903 — 32-й фінал найстарішого футбольного кубка у світі. Учасниками фіналу були «Бері» і «Дербі Каунті». Володарем кубкового трофею став «Бері».

## Шлях до фіналу
| «Бері»                    | «Бері»    | «Бері»                   | Раунд        | «Дербі Каунті»    | «Дербі Каунті» | «Дербі Каунті»           |
| ------------------------- | --------- | ------------------------ | ------------ | ----------------- | -------------- | ------------------------ |
| Суперник                  | Результат | Матчі                    |              | Суперник          | Результат      | Матчі                    |
| «Вулвергемптон Вондерерз» | 1—0       | 1—0 вдома                | Перший раунд | «Смол Хіт»        | 2—1            | 2—1 вдома                |
| «Шеффілд Юнайтед»         | 1—0       | 1—0 на виїзді            | Другий раунд | «Блекберн Роверз» | 2—0            | 2—0 вдома                |
| «Ноттс Каунті»            | 1—0       | 1—0 вдома                | Третій раунд | «Сток»            | 3—0            | 3—0 вдома                |
| «Астон Вілла»             | 3—0       | 3—0 на нейтральному полі | 1/2 фіналу   | «Міллволл»        | 3—0            | 3—0 на нейтральному полі |

## Матч
| 18 квітня 1903 |

| Бері                                                  | 6:0      | Дербі Каунті |
| ----------------------------------------------------- | -------- | ------------ |
| Росс 20' Сейгар 48' Лімінг 56', 76' Вуд 57' Плант 59' | Протокол |              |

| Крістал Пелес, Лондон Глядачів: 63 102 Арбітр: Дж.Адамс |

|  |  |

|                      |  |                 |  |
|                      |  |                 |  |
| В                    |  | Г'ю Монтейт     |  |
| З                    |  | Джеймс Маківен  |  |
| З                    |  | Джиммі Ліндсей  |  |
| ПЗ                   |  | Джордж Росс (к) |  |
| ПЗ                   |  | Самюель Ашворт  |  |
| ПЗ                   |  | Джон Джонстон   |  |
| Н                    |  | Джек Плант      |  |
| Н                    |  | Джо Лімінг      |  |
| Н                    |  | Чарлі Сейгар    |  |
| Н                    |  | Віллі Вуд       |  |
| Н                    |  | Біллі Річардс   |  |
| Головний тренер:     |  |                 |  |
| Гаррі Спенсер Геймер |  |                 |  |

|                  |  |                |  |
|                  |  |                |  |
| В                |  | Джек Фраєр     |  |
| З                |  | Чарлі Морріс   |  |
| З                |  | Джиммі Метвен  |  |
| ПЗ               |  | Джон Мей       |  |
| ПЗ               |  | Арчі Гудол     |  |
| ПЗ               |  | Бен Воррен     |  |
| Н                |  | Джордж Дейвіс  |  |
| Н                |  | Джордж Річардс |  |
| Н                |  | Джон Боаг      |  |
| Н                |  | Чарлі Йорк     |  |
| Н                |  | Джо Воррінгтон |  |
| Головний тренер: |  |                |  |
| Гаррі Ньюболд    |  |                |  |